# Жусуп Мамай
Жусуп Мамай (кирг. جۉسۉپ ماماي; 1918 год, Уезд Акчи, провинция Синьцзян, Китайская Республика — 1 июня 2014, Уезд Акчи, Синьцзян-Уйгурский автономный район, КНР) — манасчи, сказитель, а также общественный деятель киргизской диаспоры в Китае. C его слов был записан наиболее полный вариант эпоса «Манас», который был издан в 18 томах. За особый вклад в сохранении эпоса и других эпических произведений получил высшей почетной степени «Герой Кыргызской Республики» в 2014 году. Народный артист Киргизской Республики (1995).

## Биография
Родился на зимовье Меркеч у 56-летнего жителя Кызыл-Суйской автономной области Китая по имени Мамай. Был назван в честь мусульманского пророка — Юсуфа.  В семилетнем возрасте научился читать у мулл.
Брат Жусупа, Балбай, который был старше его на 26 лет, посвятил свою жизнь собиранию и сравнительному анализу различных версий Манаса и прочих героических эпосов, собрав массивный архив. Он был одним основным взрослым, повлиявшим на становление Жусупа как манасчи. Архив Балбая не дожил до наших дней, так как был сгорел 1930-х.
В 1931 году из Ат-Башинского района Киргизской АССР под руководством Абдылда Кулчуна киргизы массово мигрировали в Китай. От них Жусуп Мамай научился кириллице и латинице.
Зимой 1940 года правительство мобилизовало население Акчия и Учтурфана на строительство дороги, которая должна была пройти через перевал Бедель на западе от Какшаал-Тоо. Руководитель стройки, узнав о грамотности Жусупа, назначил его своим секретарем. На перевале Бедель Жусуп стал исполнять эпос Манас на публику. Вернувушись в Акчий, он уже был известным сказителем-манасчи.
Вернувшись с строительных работ в родное село, Жусуп устроился работать учителем. В 1959 году Жусуп попал под каток репрессий против «правых элементов», осуществляемых Китайской коммунистической партией, и провел некоторое время на каторге.
В 1961 году в Синьцзян-Уйгурского автономном районе было организовано объединение деятелей литературы и искусства. Под её руководством была создана экспедиция для записи версии Манаса от Жусупа Мамая. Группа зафиксировала 110 тысяч строк. С 1964 по 1966 год была организованна вторая научная экспедиция, которая записала 196 тысяч строк. Среди материалов, записанных в 1960-х осталась лишь небольшая часть, а остальное было утрачено. Сам же Жусуп, в связи с проходящей в Китае Культурной революции, попал в немилость, поэтому до 1978 года не мог рассказывать эпос. И уже только в 1980-е ученые снова проявили интерес к собиранию версий Манаса. В общей сложности было записано 200 000 строк, которые вышли в 1984 году в 18 томах, записанных арабской вязью.
Помимо литературных трудов Жусуп Мамай известен, как общественный деятель киргизской диаспоры в Китае. В промежутке между 1983 и 2002 он четырежды избирался членом политсовета Синьцзян-Уйгурского автономного района.
Жусуп дважды побывал в независимом Кыргызстане уже в качестве почетного гостя: в 1992 году на праздновании 125-летия манасчи Сагымбая Орозбакова, а также, в 1995 году на праздновании 1000-летия эпоса «Манас».
В мае 2014 года Жусупу Мамаю было присуждено высшее звание Кыргызстана — Герой Киргизской Республики. Однако, награду он не получил, так как скончался 1 июня в возрасте 96 лет, и уже на следующий день был похоронен в Акчие. Награду вместо него в 2017 году получили его сыновья — Абдыгазы и Мукаш Мамай. В 2019 году в городе Бишкек был установлен памятник Мамая.

## Награды и звания
- Герой Киргизской Республики (30 мая 2014 года) — за исключительные личные заслуги в деле сохранения великого эпоса «Манас» и других эпических произведений, а также выдающийся вклад в обогащение исторического и культурного наследия народа Кыргызстана[9].
- Орден «Манас» I степени (24 апреля 2007 года) — за выдающийся вклад в развитие, пропаганду и популяризацию эпоса «Манас»[10].
- Народный артист Кыргызской Республики (21 августа 1995 года) — за большой вклад в развитие, пропаганду и популяризацию эпоса «Манас»[11].